# 忠孝軍
忠孝軍為金哀宗時期為抵禦蒙古族入侵所建立的軍事部隊。在晚金時期，其對於金朝的存亡產生了巨大的影響力。

## 軍隊組成
忠孝軍主要是由晚金時期受蒙古侵略因而投靠金朝的各族組成，例如: 粘八葛族、羌族、維吾爾族以及在中原被俘虜逃出的漢人。初代首領為創立者石抹燕山奴及蒲察定住，後來傳到完顏陳和尚時，進入軍事鼎盛時期，以四百騎的忠孝軍，在大昌原擊敗赤老溫率領的八千名蒙古軍隊，解除當時蒙古軍的慶陽之圍，並被封為定遠大將軍、平涼府判官、世襲謀克等職，為忠孝軍的名聲立下汗馬功勞。即使在統帥完顏陳和尚戰死後，忠孝軍仍然堅持抗擊蒙古軍隊，直到金朝滅亡，大多數將士慷慨殉國。

## 成立背景

### 金哀宗抗蒙的意圖
金朝自金宣宗即位後，其一昧地避戰，不予蒙古正面起衝突，對內卻不任用正人君子，屢屢拔擢貪官汙吏，使金朝政治趨向敗壞，軍事上節節敗退，經濟上日漸衰微；為獲得中國南方的利益，未經周詳便揮軍南宋，使得金朝外交政治地位更面臨了前所未有的困境。留下來的爛攤子由金宣宗第三子金哀宗繼承，但其最為便與其父迥然不同，先是鼓勵國內農業生產，更停止了對南宋侵入。於正大元年開始與西夏講和，和夏國議定以兄弟互稱，停止戰亂的干擾，將兵力集中對抗蒙古。在國家內政上罷黜了蒲察合住，尼龐古華山二大奸臣 ，啟用一批主戰派的將士。又下詔為抗擊蒙古犧牲的將領立褒忠廟:「正大二年，哀宗詔褒死節士，若馬習禮吉思、王清、田榮、李貴、王斌、馮萬奴、張德威、高行中、程濟、張山等十有三人，為立褒忠廟」，以激勵抗蒙的將士。更值得注意的是，名單中除了馬習禮吉思一人為西域人外，其餘皆為漢人。這代表說，哀宗掌政儘管沒有祛除宣宗時期的弊政，但是他決非坐以待斃之君，他力圖集中一切可能的力量進行抗蒙，這也是忠孝軍建立的起點。

### 重建騎兵部隊的意圖
金朝在初期就如同其他遊牧民一樣，擅長以騎兵做為進攻的主要武器，但在蒙金戰爭間，蒙古軍引用降蒙古契丹人的建議，偷襲了金朝的群牧監，將金朝馬匹全數沒入手中。迫使金痛失一大軍事武器，無法與蒙對抗。故《元史》有云:「下金桓州，得其監馬幾百萬匹，分屬諸軍，軍勢大振。」，而因著兵馬的喪失，金朝不得已將騎兵為主的傳統改為步兵為主。也因著騎兵的缺乏，早在宣宗年間就有了重建騎兵部隊的意圖，到了哀宗正式開始組編忠孝軍，善騎射的兵配有馬匹的傳統又從金初有了樣貌的恢復。